# 5625 Jamesferguson
5625 Jamesferguson è un asteroide della fascia principale. Scoperto nel 1991, presenta un'orbita caratterizzata da un semiasse maggiore pari a 2,6724563 UA e da un'eccentricità di 0,1951653, inclinata di 11,97650° rispetto all'eclittica.